# Liste der Naturdenkmale in Gladenbach
Die Liste der Naturdenkmale in Gladenbach nennt die im Gebiet der Stadt Gladenbach im Landkreis Marburg-Biedenkopf in Hessen gelegenen Naturdenkmale.
| Bild                          | Bezeichnung                    | Ortsteil, Lage                                | Beschreibung | Art        | Nr. |
| ----------------------------- | ------------------------------ | --------------------------------------------- | --- | ---------- | --- |
| BW                            | Zwillingsbaum, Traubeneiche    | Erdhausen 50° 44′ 31,2″ N, 8° 33′ 18,4″ O     | Buche und Eiche 1100 m südwestlich der Dorfmitte an einem Erdweg im Wald.                                                                                            |            | 266 |
| BW                            | Eichen „Auf der Hoor“          | Mornshausen 50° 45′ 35,1″ N, 8° 36′ 30″ O     | Baumgruppe aus 4 etwa 500 bis 600 Jahre alten Eichen am Sportplatz von Mornshausen. Der vierte Baum wurde 1990 abgebrannt. 2 Eichen waren 2011 nicht mehr vorhanden. | Baumgruppe | 267 |
| BW                            | Alte Fichte                    | Rüchenbach 50° 45′ 55,4″ N, 8° 36′ 46,4″ O    | Landschaftsprägender Baum an der Straße Rüchenbach - Mornshausen, unweit der Kreuzung zur B 255. Laut Luftbild wohl nicht mehr vorhanden.                            | Einzelbaum | 269 |
| BW                            | Robiniengruppe                 | Sinkershausen 50° 47′ 53,5″ N, 8° 35′ 58,6″ O | Etwa 350 bis 400 Jahre alte Baumgruppe auf dem alten Friedhof am Ortsausgang nach Diedenshausen.                                                                     | Baumgruppe | 270 |
| BW                            | Weißbirke                      | Weidenhausen 50° 45′ 4,3″ N, 8° 32′ 29,4″ O   | Etwa 120 Jahre alte, 22 m hohe Birke mit 3 m Umfang am Waldrand, etwa 1,5 m vom Fahrweg.                                                                             | Einzelbaum | 271 |
| BW                            | Sommerlinde                    | Weitershausen 50° 48′ 37″ N, 8° 37′ 44,1″ O   | Etwa 500 bis 600 Jahre alter, 18 m hohe Linde an der Westseite der Kirche unweit des Eingangs.                                                                       | Einzelbaum | 272 |
| BW                            | 2 Stieleichen                  | Weitershausen 50° 48′ 31,4″ N, 8° 38′ 0″ O    | Etwa 24 und 26 m hohe Bäume mit 3,1 bis 3,2 m Umfang am Südrand des Friedhofs außerhalb von Weitershausen.                                                           |            | 273 |
| BW                            | Eiche                          | Weitershausen 50° 48′ 24,9″ N, 8° 37′ 59,7″ O | Etwa 350 bis 400 Jahre alter, 18 m hohe Eiche an der Straße von Weitershausen nach Nesselbrunn.                                                                      | Einzelbaum | 274 |
| BW                            | Bergulme                       | Rüchenbach 50° 46′ 12,3″ N, 8° 37′ 43,7″ O    | Etwa 250 Jahre alter, 20 m hohe Bergulme mit 3,95 m Umfang auf Rasen auf dem Friedhof von Rüchenbach.                                                                | Einzelbaum | 275 |
| mehr Fotos \| Fotos hochladen | Endeschnabel bei Rachelshausen | Rachelshausen 50° 47′ 30,2″ N, 8° 31′ 16,9″ O | | Steinbruch |     |

## Belege
1. ↑  
Naturdenkmale in Hessen. (pdf; 405 kB) Anlage zu Kleine Anfrage der Abg. Ursula Hammann (BÜNDNIS 90/DIE GRÜNEN) vom 15.04.2011 betreffend Biotopverbund Teil 2 und Antwort der Ministerin für Umwelt, Energie, Landwirtschaft und Verbraucherschutz. Hessischer Landtag, 22. Juni 2011, S. 90–102, abgerufen am 4. Februar 2016.

- Karte mit allen Koordinaten:
- OSM |
- WikiMap